# Рильський Денис Юрійович
Денис Юрійович Рильський (нар. 12 травня 1989, УРСР) — український футболіст, воротар.

## Життєпис
Вихованець молодіжної академії дніпропетровського «Дніпра». У сезоні 2006/07 років виступав у дублюючому складі першої команди дніропетровців, за ку зіграв 3 матчі в першості дублерів. У 2007 році виступав також за аматорську команду «Дніпра» в чемпіонаті Дніпропетровської області. У 2008 році захищав кольори дніпропетровського Дніпра-75, який того сезону виступав в аматорському чемпіонаті України. У складі «Дніпра-75» провів 2 поєдинки, яких пропустив 3 м'ячі. У 2009 році перейшов до вищолігового киворізького «Кривбаса», але за першу команду не грав. У першості дублерів за криворіжців зіграв 50 матчів (64 пропущені м'ячі). У 2011 році на правах оренди підписав контракт з охтирським «Нафтовиком-Укрнафтою», у лютому 2012 року — був знову орендований охтирцями. У грудні 2012 року залишив розташування клубу. У 2013 році перейшов до хмельницького «Динамо», в складі якого встиг відіграти 5 поєдинків у Другій лізі. Проте в листопаді 2013 року через тривалі проблеми з фінансуванням клубу «Динамо» було розформоване, а Денис з іншими гравцями хмельницького колективу отримали статус вільних агентів. У липні 2013 року підсилив інший друголіговий клуб, стрийську «Скалу». Наприкінці січня 2015 року отримав запрошення від клубу «Торонто Атомік» з Канадської футбольної ліги. Наприкінці лютого 2015 року підписав контракт з канадським клубом. На початку травня 2015 року дебютував за "атомиків"у поєдинку проти «Ніагари Юнайтед».